# Гессен-Гомбурзьке ландграфство
Гессен-Гомбурзьке ландграфство (нім. Landgrafschaft Hessen-Homburg) — німецьке ландграфство у складі Священної Римської імперії, яке існувало в 1622—1866 роках. Утворено шляхом виділення спадкових земель із Гессен-Дармштадтського ландграфства. На чолі держави стояли представники Гессенського дому. Столиця — місто Гомбург, або Хомбург (нині Бад-Гомбург).

## Інтернет-ресурси
- Archivalien zur Landgrafschaft Hessen-Homburg im Hessischen Hauptstaatsarchiv, Wiesbaden
- Statistische und historische Informationen zu Hessen-Homburg bei HGIS